# Ганс Якоб
Ганс Якоб (нім. Hans Jakob, 16 червня 1908, Мюнхен — 23 березня 1994, Регенсбург) — німецький футболіст, що грав на позиції воротаря, зокрема, за клуби «Ян» (Регенсбург) та «Баварія», а також національну збірну Німеччини.

## Клубна кар'єра
У футболі дебютував 1926 року виступами за команду «Ян» (Регенсбург), в якій провів шістнадцять сезонів. 
Своєю грою за цю команду привернув увагу представників тренерського штабу клубу «Баварія», до складу якого приєднався 1942 року. Відіграв за мюнхенський клуб наступні три сезони своєї ігрової кар'єри.
Завершив професійну ігрову кар'єру у клубі «Ліхтенфельс», за команду якого виступав протягом 1945—1949 років.

## Виступи за збірні
1930 року дебютував в офіційних матчах у складі національної збірної Німеччини. Протягом кар'єри у національній команді, яка тривала 10 років, провів у її формі 37 матчів, пропустивши 55 голів.
У складі збірної був учасником двох мундіалей:
чемпіонату світу 1934 року в Італії, де зіграв в переможному матчі за третє місце з Австрією (3-2).
на чемпіонаті світу 1938 року у Франції, на якому команда здобула бронзові нагороди, був присутній в заявці збірної, але на поле не виходив.
Учасник футбольного турніру на Олімпійських іграх 1936 року у Берліні.
Помер 23 березня 1994 року на 86-му році життя у місті Регенсбург.

## Титули і досягнення
- Бронзовий призер чемпіонату світу: 1934